# Газан, Оноре
Оноре́ Теодор Максим Газан (фр. Honoré Théodore Maxime Gazan; 29 октября 1765, Грас — 9 апреля 1845, Грас) — французский военный деятель, дивизионный генерал (1799 год), граф (1808 год), пэр Франции (1815 год), участник Наполеоновских войн. Имя генерала выбито на Триумфальной арке в Париже.

## Биография

### Происхождение и ранняя служба
Родился в семье адвоката Жозефа Газана (фр. Joseph Gazan; 1716—1794или1797) и его супруги Анны Люс (фр. Anne Claire Luce; 1729—1779). Отец отправил его в Колледж Сореза, где он получил военное образование. В возрасте 15 лет начал военную службу в звании младшего лейтенанта береговой артиллерии Антиба. 6 октября 1786 года переведён в шотландскую роту Королевских телохранителей. В 1787 году посвящен в масонство.

### Революционные войны
С энтузиазмом воспринял идеи Революции и 15 декабря 1789 года был избран лейтенантом гренадеров Национальной гвардии его родного Граса. 5 июля 1790 года стал капитаном старшим адъютантом. 14 июля 1790 года был избран депутатом от национальной гвардии Граса. В ноябре 1790 года Газан был назначен администраторами департамента Вар и командующим наблюдательного лагеря. 15 сентября 1791 года стал вторым командиром 2-го батальона волонтёров Вара. 12 января 1792 года определён с чином капитана в 27-й пехотный полк Рейнской армии генерала Моро. 12 сентября отличился при форсировании реки, и получил поздравления от генерала Спарра.
21 мая 1794 года произведён в командиры батальона и возглавил 3-й батальон 54-й полубригады линейной пехоты. 11 июля 1794 года стал полковником, и был назначен командиром 11-й полубригады лёгкой пехоты. 20 февраля 1796 года перешёл в 10-ю полубригаду лёгкой пехоты. 4 июля отличился в бою при Куппенхайме, где  обратил австрийцев в бегство, приказав своим барабанам бить атаку; его противники, обманутые в масштабах атаки, отступили, оставив 500 пленных в руках французов. 9 июля сражался при Эттлингене. 22 ноября был ранен при осаде Келя. Выздоровление затянулось на несколько месяцев, и Газан воспользовался возможностью жениться 25 февраля 1797 года в Страсбурге на Магдлен Рест (фр. Marie Magdelaine Reyst; ок.1777—1831). В браке родились пять детей.
4 апреля 1799 года произведён в бригадные генералы. В тот же день его начальник и друг Андре Массена приказал перевести его в Дунайскую армию, которая тогда действовала на северо-западе Швейцарского плато. 30 апреля 1799 года назначен командиром 2-й бригады 2-й пехотной дивизии генерала Удино. Бригада была недоукомплектованной и дислоцировалась в маленьком городке Винтертур на севере страны. Генерал Ней, только что получивший повышение, прибыл 26 мая, чтобы возглавить передовые рубежи, защищающие основную часть французских войск в Цюрихе. На следующий день в боевые действия вступают австрийские войска генерала Фридриха фон Готце численностью 8000 опытных солдат. Очень быстро бригада Газана, дислоцированная в центре, была разбита и вынуждена отступить, перейдя мост через небольшую реку Тёсс. Пока французская артиллерия пыталась замедлить наступление австрийцев, раненый Ней передал командование Газану, которому удалось отступить в полном порядке. Через несколько дней французские позиции были прорваны их противниками во время первого сражения при Цюрихе 4 июня. Под давлением эрцгерцога Карла Массена снова пересекает реку Лиммат; в ходе этой операции Газан, приданный 5-й дивизии Дунайской армии, вновь возглавляет арьергард. Позже в том же году, 25 сентября, он оттеснил русские аванпосты на Лиммате во время второй битвы при Цюрихе и принял участие в преследовании разбитых австрийцев. Произведённый Массеной на поле боя в дивизионные генералы, Газан продолжил службу в Швейцарии и 7 октября 1799 года захватил Констанц.
13 декабря 1799 года переведён вместе с Массеной в Итальянскую армию, и командовал 3-й пехотной дивизией в корпусе Сульта. 8 апреля 1800 года нанёс поражение австрийцам при Аква-Санте и Макаролло, захватил 2 пушки и 600 пленных. 10 апреля 1800 года атаковал Веррерию и после 12-часового ожесточённого боя отбросил неприятеля, захватив 2000 пленных и 7 знамён. С 20 апреля участвовал в обороне Генуи. 2 мая 1800 года ранен пулей в голову во время атаки на редут Короната.
После сражения при Маренго сражался под командой генерала Брюна, отличился при переходе через Минчо, в атаке на Поццоло и в сражении при Бассано. 9 марта 1801 года возглавил левое крыло Итальянской армии.
23 сентября 1802 года назначен командующим 1-й суб-дивизии в Верчелли 27-го военного округа в Пьемонте.

### На службе Империи

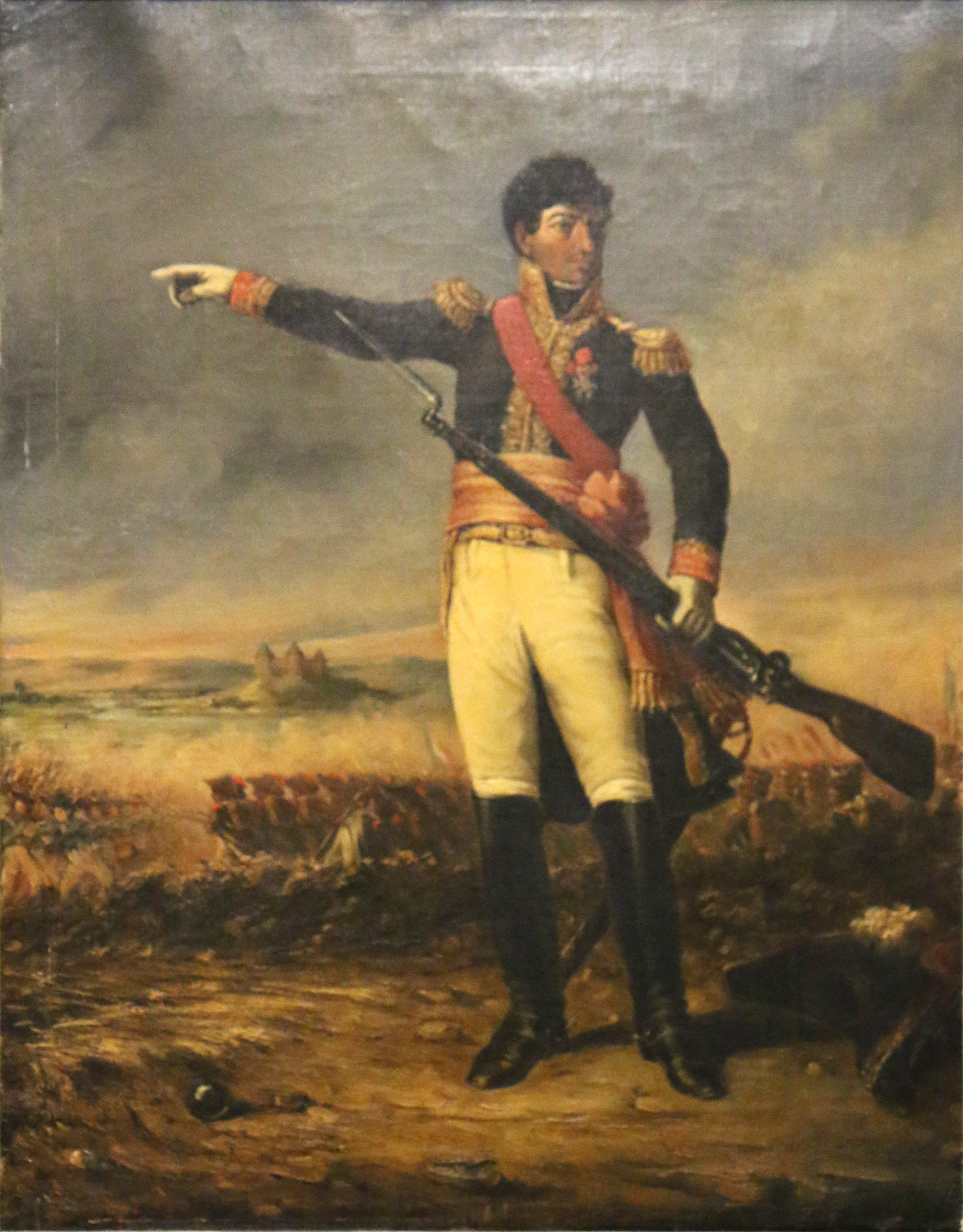
Газан при Дюренштейне

19 мая 1805 года получил должность командира резервной пехотной дивизии в Лилле. 29 августа дивизия была включена в состав 5-го армейского корпуса маршала Ланна Великой Армии. Принял участие в боевых действиях против австрийцев и русских. 7 ноября его дивизия была передана во временный корпус маршала Мортье. Особо отличился 11 ноября в сражении при Дюренштейне, где изолированная от основных сил, дивизия Газана попала в ловушку австро-русских войск в узкой долине у деревни Дюренштайн, которая, как известно, была местом содержания под стражей Ричарда Львиное Сердце в конце XII века. Атакованный спереди и сзади значительно превосходящими силами противника, Газан отчаянно сражался целый день, потеряв 40% своих войск. В конце концов он и Мортье были спасены дивизией генерала Дюпона де л'Этана, не без того, чтобы на поле боя осталось почти 4000 человек. Кроме того, 47 офицеров, 895 солдат и пять орудий попали в руки неприятеля, которые также захватили орла 4-го линейного пехотного полка, а также штандарт и гидон 4-го драгунского полка. По окончании кампании вновь вернулся в состав 5-го корпуса. Оставшиеся в живых члены его дивизии отправляются в Вену на отдых и не принимают участия в Аустерлицком сражении. Впоследствии войска генерала дислоцировались в Баварии в Вюрцбурге и Ротенбурге до начала войны с Пруссией в октябре 1806 года.
В ходе Прусской и Польской кампаний умело действовал при Йене, где его дивизия дралась с пруссаками за деревню Коспеда и способствовала победе французов. 26 декабря отличился при Пултуске. В Остроленке его солдаты отбили у русских три орудия и два флага, но Газан также потерял одного из своих подчинённых, бригадного генерала Кампана. В последних сражениях кампании не участвовала, однако заслужила упрёки от маршала Мортье за свои проступки.

### Пиренейские войны
С 7 сентября 1808 года вместе с корпусом переведён на Пиренейский полуостров. С декабря участвовал в осаде Сарагосы. Корпус Мортье быстро натолкнулся на ожесточённую оборону испанцев. Дивизия Газана участвовала в нескольких столкновениях, произошедших вокруг города: изгнав защитников с холмов Сан-Грегорио, она продвинулась к пригородам, но не смогла разрушить монастырь Иисуса. С прибытием маршала Ланна 22 января 1809 года операции активизировались, и осаждающие добились значительного прогресса ценой тяжёелых потерь. Газан, «день и ночь в окопах», был ранен 11 февраля во время нападения его войск на монастырь. После двух месяцев непрерывной осады Сарагоса капитулировала 20 февраля и на следующий день была оккупирована имперскими войсками. Затем Пятый корпус занял северную часть Арагона. 8 августа 1809 года участвовал в переправе через Тахо. Внёс свой вклад в сокрушительную победу у Оканьи 19 ноября над испанцами. Вторжение французских войск в Андалусию в январе 1810 года позволило Газану ещё раз отличиться в бою, победив генерала Бальестероса при Эль-Ронкильо в марте. Его дивизия, как и остальная часть 5-го корпуса, перешла в Эстремадуру, где ей пришлось противостоять испанским вторжениям. 27 ноября 1810 года назначен начальником штаба Южной армии маршала Сульта, одновременно продолжая командовать дивизией. Помогая маршалу Мортье усмирить регион, он принял участие в наступлении Сульта на Бадахос в 1811 году и по пути защитил артиллерийский конвой от угрозы войск Бальестероса, которого он снова разгромил 25 января при Вильянуэва-де-лос-Кастильехос. 7 февраля 1811 года ранен при осаде Бадахоса. 15 марта его дивизия подошла к небольшому португальскому городку Кампу-Майор, который она взяла после шести дней осады, захватив его защитников и 50 пушек. 19 мая 1811 года в сражении при Ла-Альбуэре дивизия Газана была фактически уничтожена, а сам генерал тяжело ранен. Вернувшись в Севилью, продолжал выполнять свои обязанности начальника штаба во время выздоровления.
1 июня 1813 года возглавил Южную армию вместо Сульта, отбывшего в Германию. 21 июня 1813 года в сражении при Витории его армия действовала на южном фланге. Несвоевременный отход его частей привёл к полному разгрому французов. Газану пришлось бросить всю свою артиллерию. Союзники захватили большой конвой, брошенный французами, и взяли в плен множество пленных, в том числе жену генерала Газана, которая, однако, была освобождена Веллингтоном и сумела присоединиться к своему мужу через несколько дней. Потеря обоза с припасами стала тяжелым ударом для наполеоновской армии: сам Газан рассказывал, что генералы и их подчинённые «были одеты в нижнее бельё и большинство из них ходили босиком». С 6 июля 1813 года по 22 апреля 1814 года исполнял обязанности начальника штаба Пиренейской армии, отличился в сражениях 28 июля 1813 года при Сорорене, 31 августа 1813 года при Сан-Марсиале, 6 октября 1813 года при Бидассоа, 10 - 11 ноября 1813 года при Нивеле, 10 - 13 декабря 1813 года при Ниве, 27 февраля 1814 года при Ортезе и 10 апреля 1814 года при Тулузе.

### На службе Бурбонов
При первой реставрации Бурбонов занимал с 1 июня 1814 года пост генерального инспектора пехоты северных гарнизонов. 30 декабря 1814 года получил должность командующего 9-го военного округа в Монпелье.
Во время «Ста дней» присоединился к Императору и с 24 мая 1815 года занимался организацией Национальной гвардии 1-го военного округа в качестве генерального инспектора пехоты. 2 июня 1815 года — пэр Франции. С 6 июня 1815 года Газан командовал обороной линии Соммы, состоящей из гарнизонов 15-го военного округа и 1-го военного округа.
После второй реставрации ордонансом короля Людовика XVIII отстранён от службы.
В 1831 года восстановлен в Палате пэров и назначен командующим дивизией в Марселе. 11 июня 1832 года вышел в отставку по состоянию здоровья.
Умер 9 апреля 1845 года в Грасе в возрасте 78 лет.

## Воинские звания
- Младший лейтенант (1780 год);
- Лейтенант (15 декабря 1789 года);
- Капитан (5 июля 1790 года);
- Второй подполковник (15 сентября 1791 года);
- Капитан (12 января 1792 года);
- Командир батальона (21 мая 1794 года);
- Полковник (11 июля 1794 года);
- Бригадный генерал (4 апреля 1799 года);
- Дивизионный генерал (25 сентября 1799 года, утверждён 19 октября 1799 года).

## Титулы

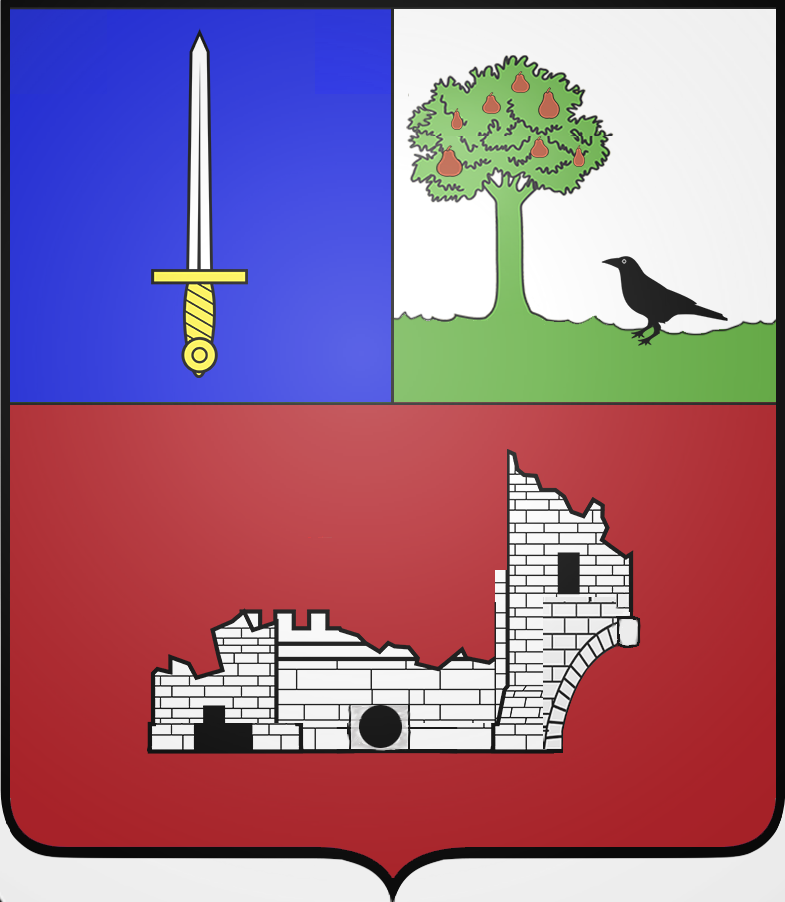
Герб графа

- Граф де ля Перьер и Империи (фр. comte de la Peyrière et de l'Empire; декрет от 19 марта 1808 года, патент подтверждён 27 ноября 1808 года в Аранда-де-Дуэро и 11 ноября 1814 года в Париже)[2][3][4];
- Пэр Франции (фр. pair de France; 2 июня 1815 года).

## Награды
Легионер ордена Почётного легиона (11 декабря 1803 года)
 Коммандан ордена Почётного Легиона (14 июня 1804 года)
 Великий офицер ордена Почётного Легиона (6 февраля 1806 года)
 Большой крест ордена Воссоединения (3 апреля 1813 года)
 Кавалер военного ордена Святого Людовика (1 июня 1814 года)
 Большой крест ордена Почётного Легиона (14 февраля 1815 года)